# Текендаміта
Текендаміта  — невеликий водоспад на річці Буей в Колумбії. Водоспад розташований в муніципалітеті Ель-Ретіро в департаменті Антьокія. Названий на честь відомого водоспаду Текендама, який знаходиться в департаменті Кундинамарка. Водоспад невеликий, але дуже мальовничий. Є однією з природних пам'яток департаменту.